# Mafjorden
Mafjorden er en fjord på Ingøya i Måsøy kommune i Troms og Finnmark fylke i Norge. Fjorden har indløb  mellem Stokkneset i sydvest og Finneset i nordøst, og den går  3,5 kilometer mod sydøst til Vikran inderst i fjorden. Der ligger flere holme ved indløbet til fjorden, Terningen, Sandholmen og Mafjordholmen. Nord for disse ligger Fruholmen fyr.
Fiskeværet Finnes ligger på østsiden helt yderst i fjorden og lidt længere inde ligger Steinvik. Vikran er en bebyggelse helt inderst i fjorden. Langnes er et næs som går mod nord i fjorden. Østerbotn ligger på østsiden og Vikranleira på vestsiden. Vikranleira er en næstn 700 meter lang, lavvandet bugt, der går mod sydøst.